# شو چینگ
شو چینگ (چینی: 許晴؛ زادهٔ ۲۲ ژانویهٔ ۱۹۶۹) هنرپیشه اهل چین است.
از فیلم‌ها یا برنامه‌های تلویزیونی که وی در آن نقش داشته است می‌توان به افسانه شجاعان، تأسیس جمهوری، سایه امپراتور و لوپر اشاره کرد.